# Rush City
Rush City è una città degli Stati Uniti d'America, situata in Minnesota, nella Contea di Chisago.